# 蔡瀾品味
《蔡瀾品味》（英語：Chua San Feast）是香港電視廣播有限公司的旅遊飲食節目，全節目共16集，由蔡瀾主持，配合女主持郭羨妮、林莉及其他嘉賓。節目由美亞扭紋寶廚具特約冠名贊助。
蔡瀾在節目中除介紹各類菜式外，亦介紹如衣著品牌，手工藝品等。節目主要在香港拍攝，亦有部份於外地，包括台灣、馬來西亞、日本山形、群馬及北海道取景拍攝。
蔡瀾品味於2009年9月27日於翡翠台及高清翡翠台同步首播，逢星期日晚上 20:00-21:00 播出。

## 每集菜式
| 集數 | 播映日期 | 拍攝地點 | 主題             |
| 01   | 9月27日  | 香港     | 中山裝和旗袍     |
| 02   | 10月4日  | 香港     | 藝術畫廊         |
| 03   | 10月11日 | 香港     | 傳統裙褂         |
| 04   | 10月25日 | 香港     | 漫遊油尖旺       |
| 05   | 11月1日  | 香港     | 新界離島行       |
| 06   | 11月8日  | 香港     | 食勻全港         |
| 07   | 11月15日 | 香港     | 玩味人生         |
| 08   | 12月6日  | 香港     | 搜尋東洋味       |
| 09   | 12月13日 | 香港     | 豐儉歎世界       |
| 10   | 12月20日 | 香港     | 平貴菜餚         |
| 11   | 1月3日   | 臺灣     | 聚首台北         |
| 12   | 1月10日  | 臺灣     | 台灣吃與賞       |
| 13   | 1月17日  | 马来西亚 | 大馬講享受       |
| 14   | 1月24日  | 日本     | 山形、群馬賞楓葉 |
| 15   | 1月31日  | 日本     | 楓紅北海道       |
| 16   | 2月7日   | 香港     | 媽媽的味道       |

## 外部連結
- 無綫電視節目網頁 - 蔡瀾品味 （页面存档备份，存于）